# Guerre persiane
Con il termine guerre persiane si intendono le guerre che videro contrapposte le poleis greche, guidate da Atene e Sparta, e l'Impero persiano, iniziate intorno al 499 a.C. e continuate a più riprese fino al 449 a.C.
Alla fine del VI secolo a.C., Dario I, denominato il "re dei re" dei Persiani, regnava su un impero immenso che si estendeva dall'India alle sponde orientali dell'Europa (nello specifico le zone orientali della Tracia). Nel 546 a.C. infatti, il suo predecessore Ciro il Grande, fondatore dell'impero, aveva sconfitto il re della Lidia, Creso, e i suoi territori, comprendenti le colonie greche della Ionia, furono incorporati all'Impero achemenide.
Le città-stato ancora governate da sistemi tirannici condussero ognuna per proprio conto l'annessione all'Impero persiano, la sola Mileto riuscì a imporre le proprie pretese. Questa situazione di frammentazione aveva comportato la perdita definitiva da parte delle colonie di ogni indipendenza (prima godevano comunque di ampie autonomie) e una drastica riduzione della loro importanza commerciale, a causa del controllo totale che i Persiani esercitavano sugli stretti di accesso al Mar Nero.

## Fonti

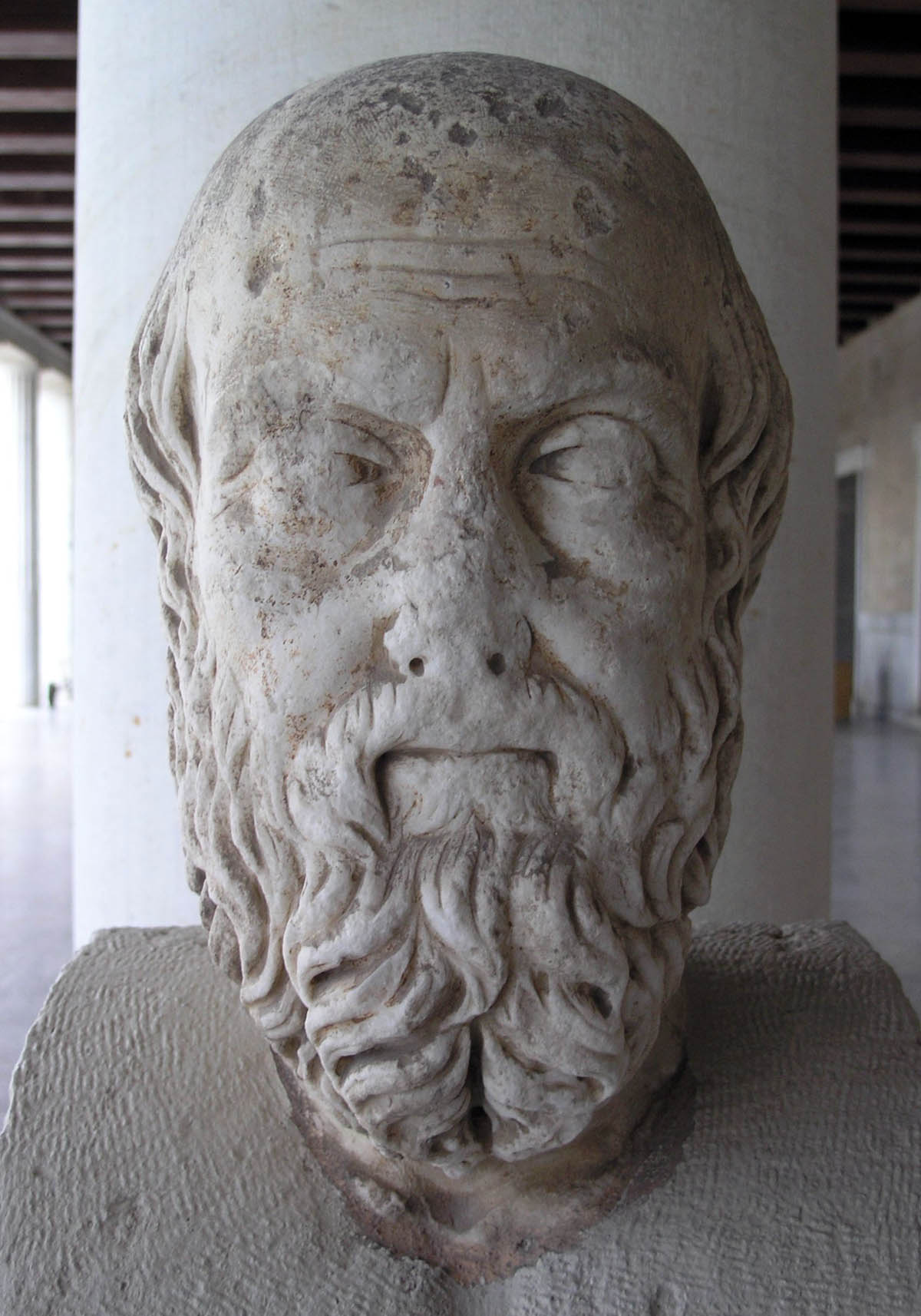
Erodoto, la principale fonte storica per questo conflitto.

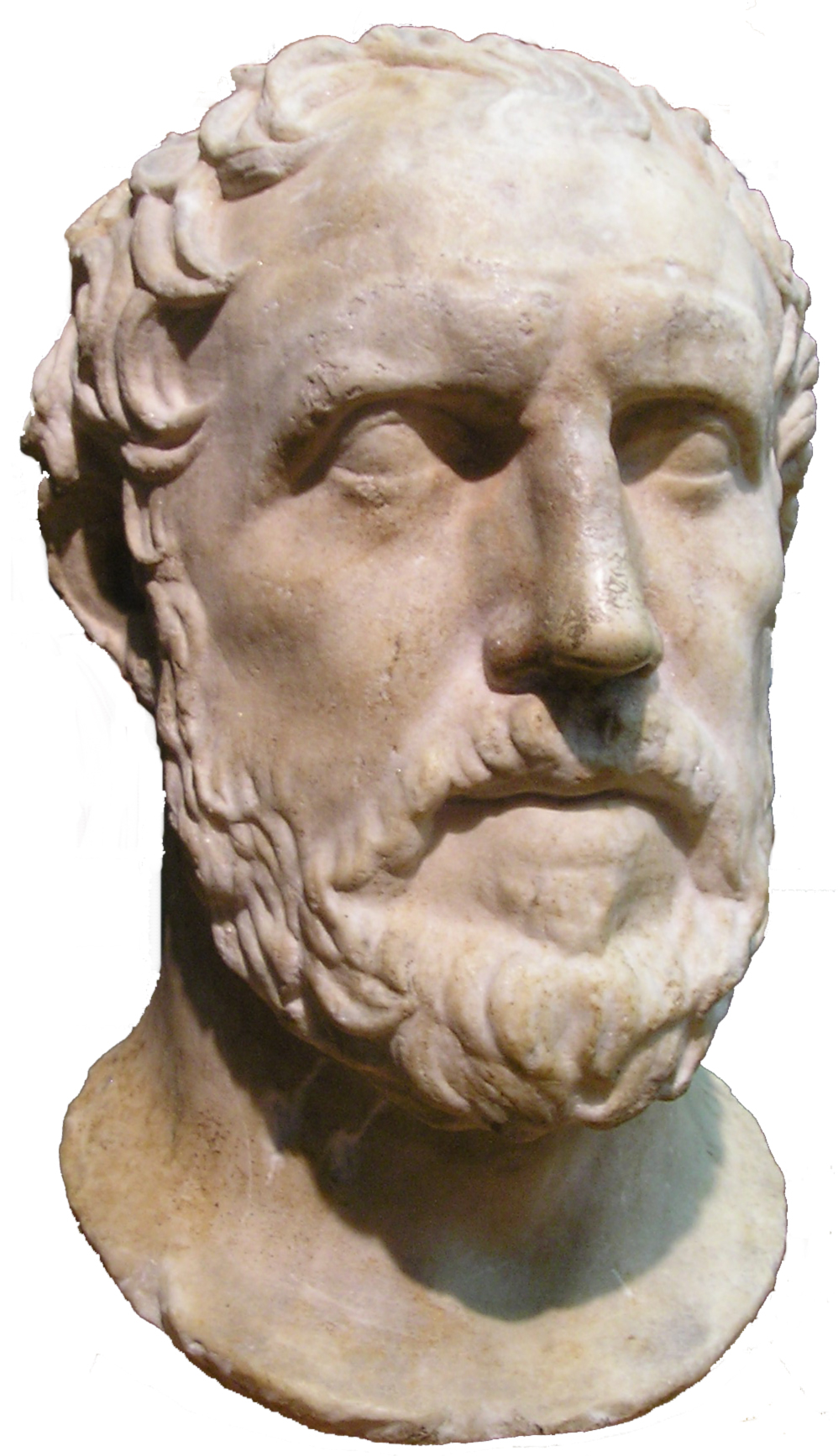
Tucidide ha continuato la narrazione di Erodoto.

Quasi tutte le fonti primarie riguardanti le guerre persiane sono greche, visto che non si è conservata alcuna testimonianza storica persiana.
La fonte principale per le guerre greco-persiane è lo storico greco Erodoto, che è stato chiamato "il Padre della Storia": nacque nel 484 a.C. ad Alicarnasso, in Asia Minore (allora parte dell'Impero persiano), e fra il 440 e il 430 a.C. scrisse le sue Indagini (in greco antico: Ἱστορίαι?; in italiano Storie), cercando di rintracciare le origini delle guerre persiane, che all'epoca erano storia recente.
L'approccio di Erodoto fu innovativo e, almeno nella società occidentale, inventò la "storia" come disciplina: secondo lo storico Tom Holland "per la prima volta un cronista spiegò le origini di un conflitto non con un passato così remoto da essere assolutamente favoloso, né con capricci o con desideri di qualche dio, né con capricci di un popolo di voler sapere il destino, ma piuttosto con delle spiegazioni che potesse verificare personalmente".
Alcuni storici antichi successivi, a partire da Tucidide, criticarono Erodoto. Nonostante questo, Tucidide scelse di iniziare la sua storia dove Erodoto la interruppe (durante l'assedio di Sesto) e pensò che la storia di Erodoto fosse abbastanza precisa da non avere bisogno di una ri-scrittura o di correzioni. Plutarco criticò Erodoto nel suo saggio "Sulla malignità di Erodoto ", che descrive Erodoto come "Philobarbaros" (letteralmente 'che ama i barbari') per non essere abbastanza a favore dei Greci, fatto che suggerisce che Erodoto potrebbe essere stato effettivamente sufficientemente imparziale. Una visione negativa di Erodoto è stato trasferita al Rinascimento europeo, anche se si continuò a leggere i suoi scritti. Tuttavia, dal XIX secolo, la sua reputazione è stata notevolmente riabilitata da reperti archeologici che hanno ripetutamente confermato la sua versione dei fatti.
Attualmente, è prevalente tra gli storici l'opinione che Erodoto abbia compiuto un lavoro egregio nella sua Historia per quanto diversi dettagli cronologici o inerenti al numero delle forze in campo siano enfatizzati o comunque dovrebbero essere visti con scetticismo
.
Tuttavia, ci sono ancora alcuni storici che credono che Erodoto abbia inventato gran parte della sua storia.
La storia militare della Grecia tra la fine della seconda invasione persiana della Grecia (479 a.C.) e l'inizio della guerra del Peloponneso (431 a.C.) non è ben supportato da fonti antiche ancora esistenti. Questo periodo, a volte indicato come il pentekontaetia dagli studiosi antichi, fu un periodo di relativa pace e prosperità all'interno della Grecia. La fonte più ricca per il periodo, e anche la più contemporanea, è la Storia della Guerra del Peloponneso di Tucidide, che è generalmente considerata una fonte primaria attendibile dagli storici moderni ma che, comunque risente degli scopi dell'autore: Tucidide, infatti, menziona questo periodo solo in una digressione sulla crescita della potenza ateniese nella corsa alla guerra del Peloponneso e pertanto il racconto è breve e compresso e manca qualsiasi data. In ogni caso, il racconto di Tucidide può essere, ed è, utilizzato dagli storici per elaborare una cronologia scheletro per il periodo, in cui i dettagli possono essere sovrapposti a partire dai documenti archeologici e da altri scrittori.
Maggiori dettagli sono, invece, forniti da Plutarco, nelle sue biografie di Temistocle, Aristide e soprattutto Cimone. Plutarco scriveva circa 600 anni dopo gli eventi in questione, ed è quindi una fonte secondaria, ma cita spesso i nomi delle sue fonti, cosa che permette un certo grado di verifica delle sue dichiarazioni. Nelle sue biografie, attinge direttamente da molte fonti antiche che non sono sopravvissute, e quindi spesso conserva dettagli del periodo che sono omessi nei racconti di Erodoto e di Tucidide. La principale fonte esistente per il periodo è la storia universale (Bibliotheca historica), del I secolo a.C. siciliana, di Diodoro Siculo. Gran parte di ciò che Diodoro scrive a proposito di questo periodo è tratto dagli scritti di Eforo, uno storico greco molto antecedente, che ha anche scritto una storia universale. Anche Diodoro è una fonte secondaria e spesso è deriso dagli storici moderni per il suo stile e per le sue imprecisioni, ma conserva molti dettagli del periodo antico che non sono trovati in nessun altro luogo.
Ulteriori dettagli possono essere trovati sparsi nella Descrizione della Grecia di Pausania, mentre il dizionario Suda bizantino del X secolo d.C., conserva alcuni aneddoti che non si possono trovare in nessun altro luogo. Fonti minori per il periodo comprendono le opere di Gneo Pompeo Trogo (sintetizzate da Giustino), Cornelio Nepote e Ctesia di Cnido (sintetizzati da Fozio), che non sono nella loro forma testuale originale. Queste opere non sono considerate affidabili (soprattutto Ctesia), e non sono particolarmente utili per ricostruire la storia di questo periodo.

## Origini del conflitto
Durante l'Età Classica, era diffusa presso i Greci la credenza che, a seguito della caduta della civiltà micenea, un gran numero di loro connazionali si fosse stabilito in Asia Minore e tale credenza è tuttora considerata valida presso gli storici che, tuttavia, a differenza delle fonti classiche tendono a distinguerla dal fenomeno della colonizzazione del mediterraneo occidentale.
I coloni provenivano da tre gruppi tribali ovvero gli Eoli, gli Ioni e i Dori: tra di essi, si distinguevano gli Ioni i quali, insediandosi sulle coste della Lidia e della Caria, avevano fondato le dodici città di Mileto, Miunte, Priene, Efeso, Colofone, Lebedo, Teo, Clazomene, Focea, Eritre, Samo e Chio.
Tali dodici città, pur indipendenti l'una rispetto all'altra, riconoscevano un patrimonio culturale comune, probabilmente ebbero un tempio, un culto comune e un luogo di incontro, il Panionion, formando una vera e propria lega alla quale avrebbero potuto aderire anche altre città ioniche.
In seguito, però, le città ioniche caddero sotto l'influenza del Regno di Lidia quando Aliatte II, dopo aver attaccato la città di Mileto, principale centro di potere della Ionia, stipulò un trattato di pace con cui, riconoscendo l'autonomia di Mileto, la obbligava ad adottare una politica estera vicina agli interessi della Lidia; infatti, quando Aliatte dichiarò guerra ai Medi, i Milesi inviarono un esercito in sostegno del re finché non fu raggiunto un accordo che rendeva il fiume Halys confine tra i due regni.
Alla morte di Aliatte II, suo figlio e successore, Creso, intraprese una campagna militare contro le altre città-Stato greche in Asia Minore ottenendone la sottomissione e sancendo un periodo di pace.
La pace finì quando Ciro, sovrano dei Persiani, dopo aver annientato ed annesso il regno dei Medi fondando al suo posto l'Impero achemenide, volse lo sguardo verso il regno di Lidia ed attaccò Creso che subì una dura disfatta presso il fiume Halys e perse il regno in favore di Ciro.

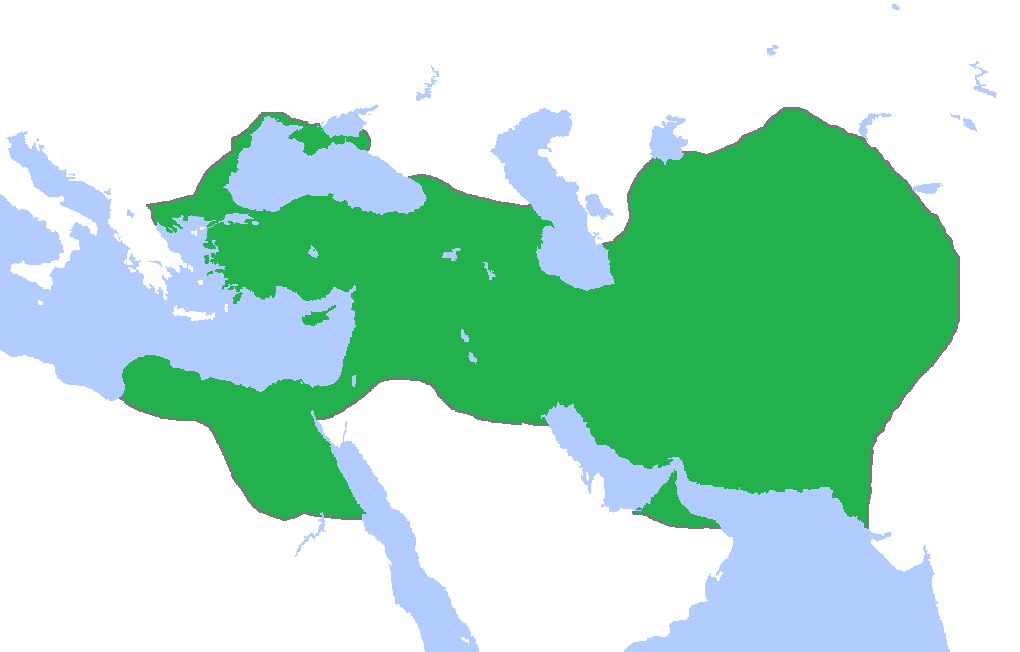
L'Impero achemenide alla sua massima espansione secondo le iscrizioni di Bisotun.

Mentre combatteva i Lidi, Ciro aveva inviato messaggi agli Ioni chiedendo loro di ribellarsi contro il dominio di Creso ma gli Ioni avevano rifiutato e dopo la guerra si offrirono come sudditi a Ciro alle medesime condizioni di Aliatte e Creso.
Ciro, tuttavia, ricordando il rifiuto precedente, si oppose e inviò il generale Arpago a conquistare le città greche: i Focesi, quando furono investiti dalle truppe persiane, abbandonarono la loro città e si rifugiarono in Sicilia; allo stesso modo si comportarono gli abitanti di Teo, mentre le altre città resistettero e furono conquistate una per una.
La gestione dei nuovi territori si dimostrò assai complessa: di norma, infatti, per il governo delle satrapie i Persiani si appoggiavano ad élite aristocratiche o sacerdotali, la cui non esistenza nella Ionia indusse alla costituzione di tirannidi; regimi che, tuttavia, avrebbero potuto non solo suscitare l'odio dei sudditi, ma anche covare tentazioni autonomistiche, indebolendo in ogni caso il prestigio della corona.
Bisogna, inoltre, notare che tale forma di governo era in declino; in sintesi, alla vigilia delle guerre greco-persiane, la popolazione ionica era scontenta e pronta a ribellarsi.

## Guerra nel Mediterraneo antico
Durante le guerre greco-persiane, entrambi i contendenti fecero uso sia di fanteria leggera, arcieri e giavellottisti sia di fanteria pesante: tuttavia, mentre i Persiani svilupparono soprattutto i primi, il nerbo della fanteria greca rimase l'oplita, difeso da un'armatura pesante e armato di lancia.

### Persiani

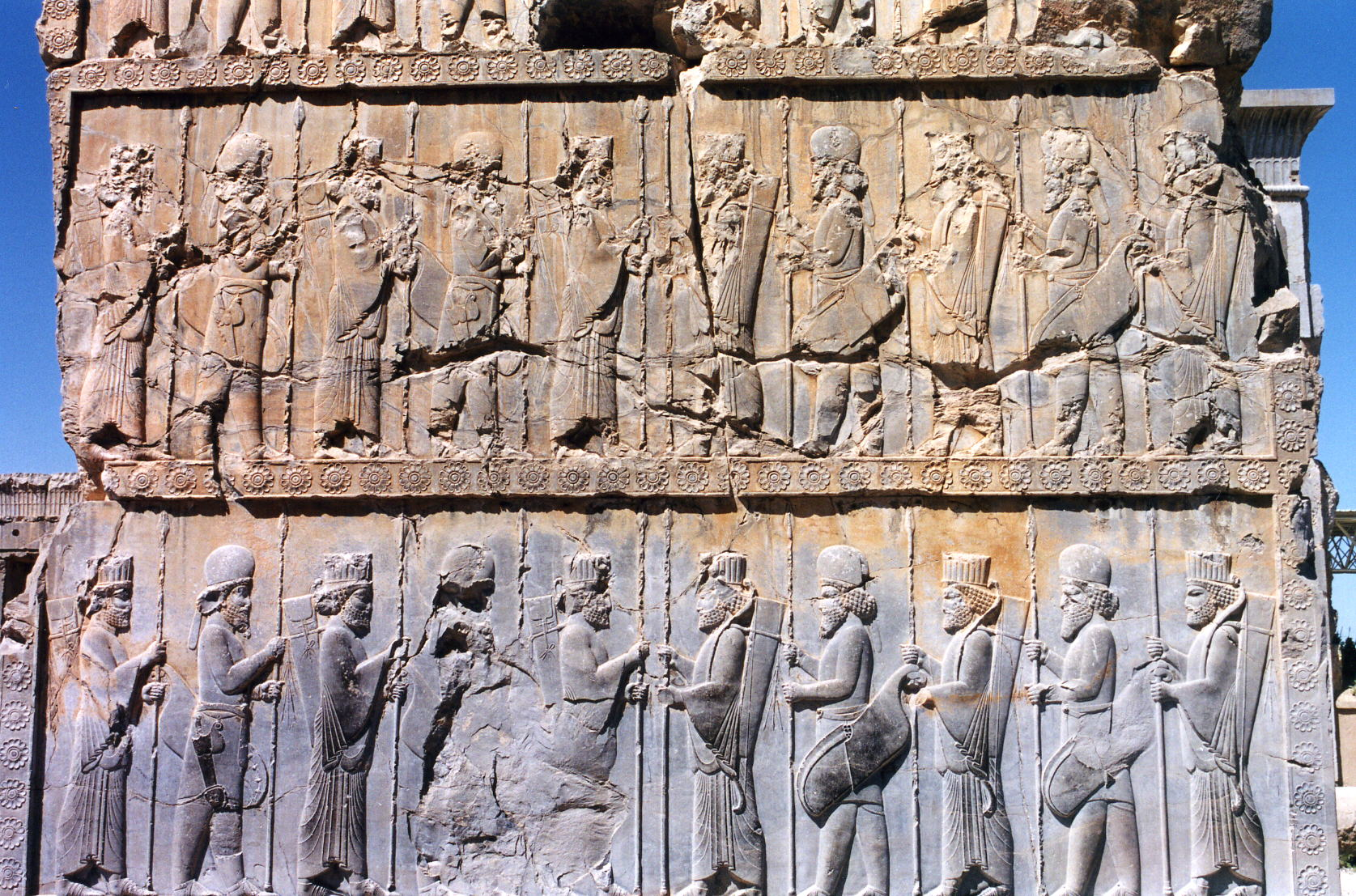
Soldati medi e persiani.

L'esercito persiano era costituito dai contingenti inviati dai singoli satrapi: diversi per cultura, lingua e tradizioni, tuttavia, avevano uno stile di combattimento piuttosto uniforme: i soldati erano armati con arco, lancia corta, spada o ascia, scudo in vimini e giustacuore di pelle; la tattica consisteva nello sfiancare l'avversario con le frecce per poi sferrare il colpo finale con lance e spade.
La prima linea della fanteria persiana, detta sparabara, era armata con archi, lance più lunghe e robuste e scudi assai più larghi e spessi allo scopo di proteggere le file posteriori mentre la cavalleria, schierata ai lati, era composta da esperti arcieri a cavallo.

### Greci

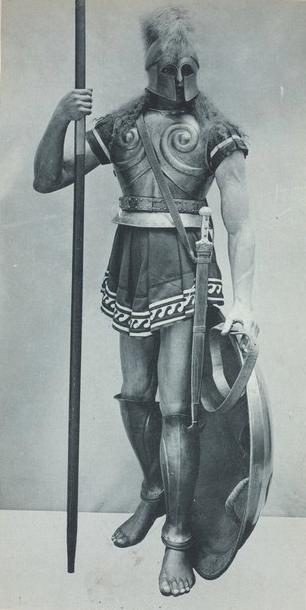
Oplita spartano.

Il modello di combattimento in uso presso le poleis greche, invece, risale al 650 a.C. (come dimostrano le iscrizioni dell'Olpe Chigi) ed era imperniata sull'oplita e sulla falange appoggiata da fanteria leggera.
Gli opliti erano fanti, in genere provenienti dalla classe media (ad Atene chiamati zeugiti), che potevano permettersi la panoplia consistente in: corazza o linothorax, schinieri, elmo e scudo concavo o rotondo (rispettivamente denominato aspis e hoplon), lancia lunga (dory) e spada (xiphos).
La pesante armatura e le lance più lunghe garantivano ai Greci una netta superiorità nel combattimento diretto corpo a corpo oltre ad una discreta protezione contro gli attacchi a distanza.
La fanteria oplitica, infine, era coperta ai lati dalla fanteria leggera (psiloi) la cui importanza crebbe nel corso del conflitto tanto che a Platea costituivano oltre la metà dell'esercito greco; non è riportata la presenza di unità di cavalleria negli eserciti greci.

### Guerra navale
All'inizio del conflitto, entrambe le forze navali si basavano sulla trireme, vascello da guerra a tre banchi di remi dotate di uno sperone a prua che consentiva l'unica manovra allora concepita ovvero lo speronamento della nave avversaria (le triremi greche erano, inoltre, dotate di un ariete fuso in bronzo a prua allo scopo di facilitare l'azione) per consentire ai fanti imbarcati di prendere possesso di quanto sarebbe rimasto della nave avversaria.
In seguito, oltre allo speronamento, le forze navali più esperte iniziarono a praticare il diekplus che, probabilmente, consisteva nella distruzione della vela e nello speronamento laterale della nave.
Infine, bisogna considerare che le unità navali persiane provenivano principalmente dalle satrapie della Fenicia, Egitto, Cilicia e Cipro.

## Rivolta Ionica (499-493)

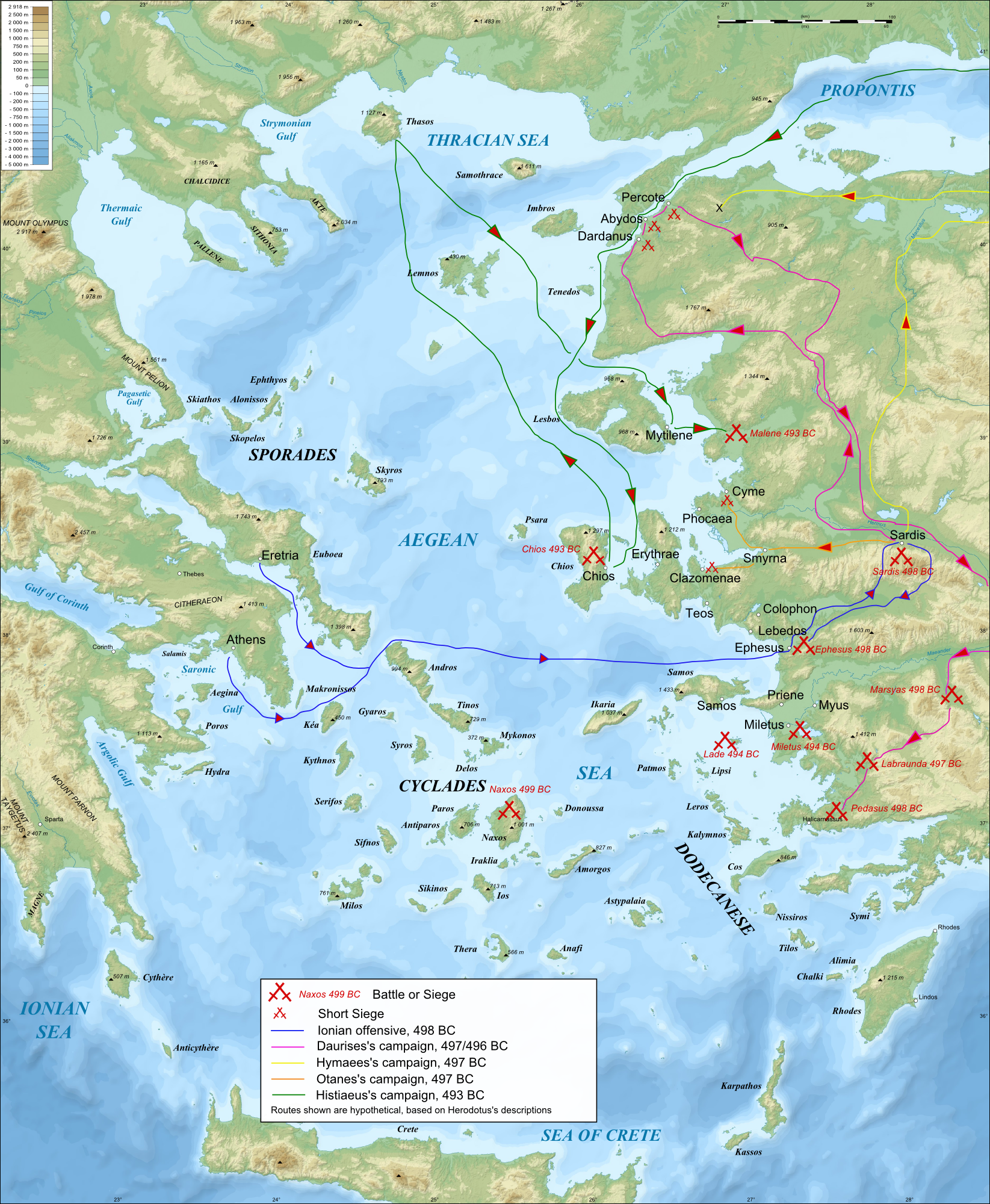
Rivolta ionia.

Nel 499 a.C., le tensioni latenti presenti nelle popolazioni greche della Ionia, Eolide, Doride, Caria e Cipro esplosero in una vera e propria ribellione secessionistica che durò fino al 493 a.C., comunemente nota come Rivolta Ionica, le cui origini si ricercavano nella sempre più marcata impopolarità dei tiranni, in particolare Istieo e Aristagora che al tempo governavano su Mileto.
Infatti, nel 499 a.C., Aristagora, con il sostegno del satrapo persiano Artaferne, per consolidare la propria posizione a Mileto, intraprese una spedizione volta alla conquista di Nasso.
La spedizione fu una completa disfatta ed Aristagora, temendo di essere deposto dal Gran re, Dario I, incitò le città alla ribellione e fu costituita la simmachia panellenica.
L'anno seguente le truppe dei ribelli, con l'appoggio di contingenti provenienti da Atene ed Eretria, conquistarono e bruciarono Sardi, la capitale della satrapia di Lidia ma il successo fu di breve durata poiché, durante il viaggio di ritorno in Ionia, i ribelli furono annientati nella Battaglia di Efeso.
Negli anni successivi, esaurito ogni intento offensivo dei ribelli, i Persiani iniziarono la loro controffensiva allo scopo di riconquistare i territori periferici mentre Dario stesso diresse le operazioni contro la Caria che si conclusero, dopo iniziali successi, con la sconfitta persiana nella Battaglia di Pedaso.
Subentrò, quindi, una fase di stallo che durò per oltre due anni finché i Persiani non riunirono l'intero loro contingente e posero Mileto sotto assedio.
Gli ioni tentarono di rifornire la città via mare ma, quando Samo disertò in favore dei Persiani, tale compito divenne impossibile: la flotta persiana bloccò quella nemica presso Lade e la sconfisse.
La sconfitta di Lade provocò come conseguenza il completo accerchiamento di Mileto che, infine, fu costretta a capitolare mentre poco dopo anche la Caria si arrese.
Le ultime città ribelli caddero, infine, nel 493 a.C. sancendo la restaurazione del dominio del Gran Re il quale, tuttavia, ricordando l'aiuto fornito da Eretria ed Atene ai ribelli e considerando che i Greci continentali potevano comunque costituire una minaccia ai propri domini, decise di intraprendere la conquista di tutta la Grecia.

## Prima guerra persiana (492-490)

Prima fase delle Guerre Persiane.

### Spedizione di Mardonio in Tracia e Macedonia
Nel 492 a.C. Dario inviò il proprio genero, Mardonio a completare la sottomissione della Tracia, che era nominalmente parte dell'impero persiano dal 513 a.C.. Ottenuto lo scopo, Mardonio impose al Regno di Macedonia di divenire vassallo della corte achemenide.
Tuttavia, ogni ulteriore progresso fu impedito quando la flotta di supporto naufragò in una tempesta al largo di Monte Athos ed il generale stesso, ferito durante una schermaglia contro una tribù locale, decise il rientro in Asia Minore.
L'anno seguente, dopo aver dato chiaro avvertimento dei suoi piani, Dario inviò ambasciatori a tutte le città greche chiedendo la sottomissione e poiché Sparta ed Atene non solo avevano rifiutato, ma avevano anche giustiziato gli ambasciatori, il Gran re iniziò i preparativi per una seconda spedizione.

### Conquista di Nasso e di Eretria
Nel 490 a.C. Dati e Artaferne (figlio dell'omonimo satrapo) ricevettero il comando per la seconda spedizione, che comprendeva la forza congiunta dell'esercito e della marina persiana.
Salpato dalla Cilicia, Dati veleggiò fino a Rodi, ove tentò senza successo di conquistare Lindos, per poi avanzare fino a Nasso, allo scopo di punire la resistenza della città alla spedizione tentata dieci anni prima. La città fu distrutta e bruciata, gran parte degli abitanti fuggirono sulle montagne, altri furono catturati e schiavizzati.
Da Nasso la flotta procedette di isola in isola per tutto il resto del Mare Egeo verso la città di Eretria, prendendo ostaggi e ottenendo rinforzi dalla popolazione locale in modo più o meno coatto.
Infine la spedizione giunse all'Eubea e al suo primo obbiettivo rilevante, Eretria. I Persiani sbarcarono praticamente senza colpo ferire e immediatamente posero sotto assedio la città. Dopo sei giorni di cruento assedio, due cittadini di Eretria tradirono ed aprirono le porte della città che fu rasa al suolo, vide i propri templi e santuari bruciati e saccheggiati mentre la popolazione superstite fu ridotta in schiavitù.

### Battaglia di Maratona
Punita così Eretria, la flotta persiana si mosse lungo la costa dell'Attica per poi sbarcare presso Maratona, a circa quaranta chilometri da Atene, un contingente di circa venticinquemila uomini (di cui almeno mille cavalieri), al comando di Artaferne.
Sotto la guida del polemarco Callimaco e dello stratega Milziade, un esercito di circa diecimila uomini tra Ateniesi e Platesi bloccò le due uscite dalla piana di Maratona. Dopo cinque giorni di stallo, i Persiani decisero di rimbarcare le truppe, a iniziare dalla cavalleria, per attaccare direttamente Atene. A quel punto Milziade ordinò l'avanzata e i Persiani, privi del supporto della cavalleria ai lati, cedettero e si ritirarono sulle navi. Erodoto riporta che i Persiani persero oltre 6 400 uomini contro i 192 degli ateniesi.
Non appena i Persiani ripresero il mare, gli Ateniesi marciarono il più velocemente possibile verso Atene riuscendo a precedere Artaferne che, vedendo la propria occasione sfumata, fece ritorno in Asia.
La battaglia di Maratona segnò uno spartiacque nelle guerre greco-persiane poiché mostrò ai Greci che i Persiani potevano essere battuti ed evidenziò la superiorità degli opliti greci, pesantemente armati, rispetto alla fanteria leggera persiana. Infine, fu l'ispirazione per la corsa omonima.

## Interbellum (490-480)

### Impero achemenide
Dopo il fallimento della prima invasione, Dario cominciò ad armare un secondo esercito, ma i suoi progetti furono interrotti nel 486 a.C., quando l'Egitto si ribellò alla dominazione persiana ed il re morì di malattia nel corso della campagna, lasciando il trono al figlio Serse.
Serse, dopo aver rapidamente represso la rivolta egiziana, riprese i preparativi per l'invasione della Grecia: per prima cosa, dispose la costruzione di un ponte di barche lungo l'Ellesponto per trasportare più agevolmente l'esercito, e lo scavo di un canale presso Monte Athos onde evitare alla flotta di percorrerne le coste, assai pericolose e soggette a frequenti tempeste; progetti la cui mole andava ben oltre le comuni capacità dell'epoca.Tuttavia, la campagna fu ritardata di un anno a causa di un'altra rivolta in Egitto e a Babilonia.
Oltre a ciò, Serse curò i rapporti con le fazioni filo-persiane presenti in diverse città greche, ottenendo l'impegno da parte di Argo a disertare dalla coalizione greca, l'appoggio di Larissa e una certa simpatia da parte di Tebe.
Dall'estate e all'autunno del 481 a.C., dopo oltre quattro anni di preparazione, Serse radunò le truppe in Asia Minore, raccogliendo i contingenti da oltre quarantasei nazioni: da Kritala, in Cappadocia, guidò le truppe delle province orientali fino a Sardi e poi, nella primavera del 480 a.C., fino ad Abydo, ove furono ricongiunti con gli eserciti delle satrapie occidentali per giungere infine in Europa sul ponte di barche.
Il numero di soldati impiegati da Serse per la seconda invasione della Grecia è oggetto di controversia, anche se gli storici odierni rifiutano concordemente il dato di 2,5 milioni di uomini affermato da Erodoto e da altri storici greci e lo riducono a circa 200 000. Meno dibattuto, invece, è il numero di navi, 1207 secondo gli autori antichi, che viene ritenuto possibile da alcuni autori (almeno per l'inizio della spedizione); altri, tuttavia, ritengono che il numero di 1207 sia un riferimento alla flotta greca nella guerra di Troia e che il numero deve essere ridotto almeno alla metà.

### Pòleisgreche

#### Atene
Un anno dopo Maratona, Milziade, l'eroe di Maratona, fu ferito in una campagna militare contro Paro e, approfittando della sua inabilità, la potente famiglia degli Alcmeonidi lo accusò del fallimento della campagna ed ottenne la sua condanna ad una multa assai salata, ma Milziade morì poco dopo.
Il vuoto politico lasciato da Milziade fu ricoperto da Temistocle, che sarebbe divenuto nel decennio successivo il politico più influente di Atene che da lui fu spinta ad una politica di espansione navale in funzione anti-persiana nonostante Aristide, grande rivale di Temistocle e campione degli zeugiti, favorisse l'interesse dell'esercito di terra (espressione della classe media).
Nel 483 a.C. fu rinvenuto nelle miniere del Laurio un vasto giacimento d'argento e Temistocle propose che il denaro fosse investito nella costruzione di una flotta di triremi, ufficialmente per servirsene contro Egina, in realtà per contrastare il riarmo persiano. La mozione di Temistocle passò agevolmente, nonostante la forte opposizione da Aristide, per via del desiderio di molti ateniesi più poveri di ottenere un'occupazione ed il salario come rematori della flotta.
Quanto al numero delle navi, esso oscilla tra le 100 e le 200 triremi, mentre altri sostengono che il numero, inizialmente di cento, fu raddoppiato con una seconda votazione. Aristide continuò a contrastare la politica di Temistocle e la tensione tra le due opposte fazioni fece sì che l'ostracismo del 482 a.C. fosse un confronto diretto tra Temistocle ed Aristide, un vero e proprio referendum.
Vinse Temistocle: Aristide fu ostracizzato e gli Ateniesi proseguirono il loro riarmo navale.

#### Sparta
A Sparta la situazione era ancor più complessa in quanto il re Demarato, appartenente alla casa degli Euripontidi, su impulso del coreggente agiade Cleomene I fu deposto nel 491 a.C. e sostituito dal cugino Leotichida.
L'anno seguente Demarato, costretto all'esilio, si rifugiò alla corte di Serse a Susa divenendone il consigliere, che accompagnò nel corso della sua seconda invasione anche se, secondo Erodoto, avvisò gli Spartani dei preparativi persiani, inviando loro un messaggio grattato sul supporto di legno di una tavoletta da scrivere ricoperta di cera

#### Alleanza
Nel 481 a.C. Serse mandò, in segreto, ambasciatori a ogni città-Stato in tutta la Grecia, chiedendo cibo, terra e acqua come segni della loro sottomissione alla Persia, evitando però Sparta e Atene, per evitare di allarmarli e quindi funestare i preparativi.
Diverse città si opposero, si rivolsero a Sparta e Atene e, nel tardo autunno del medesimo anno, si riunirono in congresso a Corinto, ove stipularono un'alleanza in funzione anti-persiana: nacque una vera e propria confederazione dotata del potere di inviare emissari per chiedere assistenza e aiuto militare reciproco assumendo il nome di " οἱ 
Ἕλληνες" ovvero i Greci o "i Greci che hanno giurato il patto di alleanza".
Sparta e Atene assunsero un ruolo di primo piano nella confederazione e nel congresso, il cui funzionamento non è tuttavia noto, salvo il fatto che solo 70 delle oltre 700 poleis vi inviarono rappresentanti; un risultato comunque notevole se si pensa che molte città erano ancora formalmente in guerra tra di loro.

## Seconda guerra persiana (480-479)

### Primavera 480 a.C.: Tracia, Macedonia, Tessaglia

I maggiori eventi nel corso della Seconda guerra persiana.

Dopo aver attraversato l'Ellesponto nel mese di aprile 480 a.C., l'esercito persiano cominciò la sua marcia verso la Grecia riuscendo, in tre mesi, a raggiungere la città di Therma per poi fermarsi a Doriskos dove fu raggiunto dalla flotta e dove Serse riorganizzò le truppe in unità tattiche in sostituzione dei contingenti provinciali.
Nel frattempo, l'alleanza delle poleis greche si era riunita in congresso a Corinto ed aveva deliberato di difendere la stretta valle di Tempe, posta ai confini della Tessaglia, in modo da bloccare l'avanzata di Serse. Una volta giunti, i Greci furono tuttavia avvertiti da re Alessandro I di Macedonia che vi erano altre vie e che in ogni caso l'esercito persiano era troppo grande per poter essere fermato in quel punto e così si ritirarono.
A questo punto, Temistocle, ricevuta la notizia che Serse aveva passato l'Ellesponto, suggerì di difendere il passo delle Termopili, l'unico passaggio tra la Tessaglia e la Beozia. La soluzione presentava diversi vantaggi: innanzitutto era talmente stretto che poteva essere difeso da un numero limitato di soldati, in secondo luogo si sarebbe potuto bloccare il percorso della marina persiana presso capo Artemisio, un limitato braccio di mare tra l'Eubea e la Tessaglia (che quindi presentava gli stessi vantaggi delle Termopili). I Greci accettarono la proposta.
Come ulteriore precauzione, le città del Peloponneso fecero i preparativi per una seconda linea difensiva lungo l'Istmo di Corinto mentre gli Ateniesi evacuarono donne, bambini e anziani a Trezene.

### Agosto 480 a.C.: Termopili e Capo Artemisio

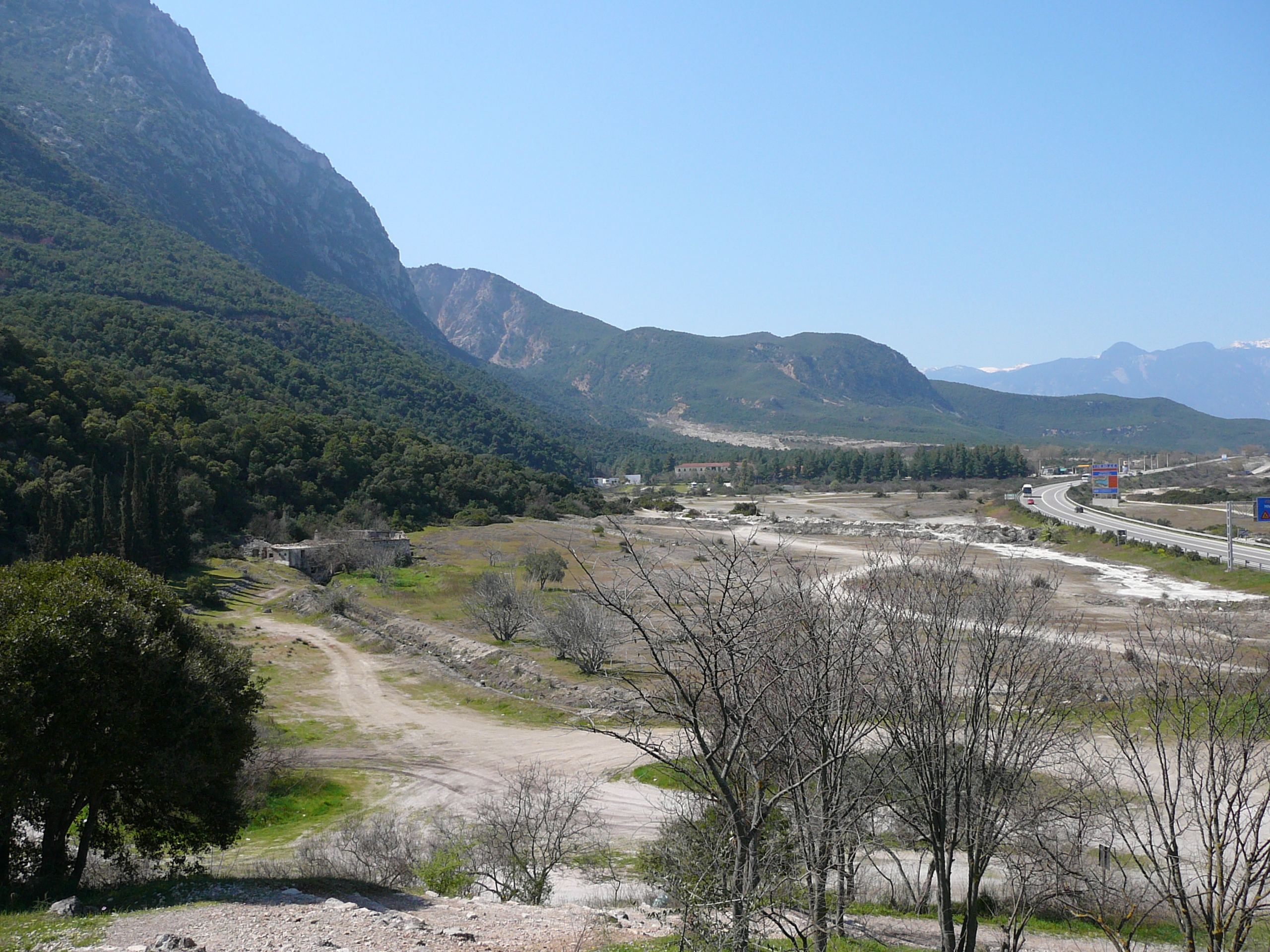
Il passo delle Termopili.

Nell'agosto del 480 a.C. le truppe di Serse giunsero alle porte delle Termopili in concomitanza sia dei Giochi Olimpici sia della festa spartana della Carneia, durante la quale ogni attività militare era considerata sacrilega.
Nonostante il divieto sacro, gli Spartani decisero di inviare comunque re Leonida I (Secondo altre congetture, salì al trono solo nel 481 a.C) con la sua guardia del corpo (Hippeis) di 300 uomini che, solitamente formata dalla gioventù delle più nobili famiglie, fu per l'occasione composta da veterani che avevano già avuto prole.
Tale contingente fu rafforzato dai soldati inviati dalle altre città del Peloponneso, dai Tessali, Arcadi, Beoti e Focesi che, non appena giunti alle Termopili, provvidero a ricostruire il muro che i Focesi avevano eretto nel punto più stretto del passo ed attesero là l'arrivo di Serse.
A metà agosto i Persiani giunsero al passo ed inizialmente decisero di attendere tre giorni per permettere alle truppe greche di ritirarsi, ma così non fu e Serse decise di attaccare.
Tuttavia, per la sua strettezza, la posizione si prestava alla difesa e le truppe greche, salde e ben protette dalla corazza, contrastarono vittoriosamente, per due giorni, gli assalti del nemico, compresi quelli della guardia scelta del Gran Re, gli Immortali.
Il successo fu di breve durata poiché un residente del luogo, Efialte di Trachis, rivelò a Serse l'esistenza di una mulattiera di montagna che avrebbe permesso alle truppe persiane di aggirare lo schieramento greco. Ricevuta la notizia del tradimento, Leonida congedò gran parte dell'esercito, rimanendo con appena 2 000 uomini a coprire la ritirata. Il terzo giorno i Greci uscirono dal muro per incontrare i Persiani ed infliggere loro il maggior numero di perdite ed alla fine furono tutti o uccisi o catturati.
Negli stessi giorni, una forza navale di 271 triremi avanzò fino a capo Artemisio allo scopo di proteggere il fianco ai difensori delle Termopili. Serse inviò la marina persiana che ingaggiò un duro combattimento con quella greca. La terza sera i Greci ricevettero la notizia della sconfitta alle Termopili e decisero di ritirarsi a Salamina.

### Settembre 480 a.C.: Salamina

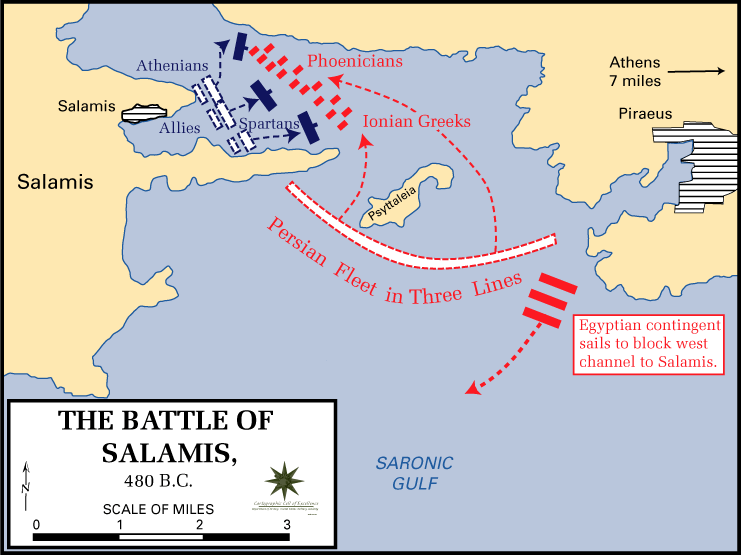
Battaglia di Salamina.

A seguito della vittoria alle Termopili, Serse poté conquistare la Beozia ed avanzare fino alle porte di Atene, la cui popolazione era stata da poco completamente evacuata sull'isola di Salamina con l'aiuto della flotta tornata dall'Artemisio, mentre i peloponnesiaci approntavano un muro lungo l'Istmo di Corinto e demolivano la strada da Megara. Fu quindi inevitabile abbandonare Atene nelle mani dei Persiani che la saccheggiarono; la guarnigione asserragliata sull'Acropoli fu sconfitta e Serse ordinò di radere al suolo la città.
Dopo aver conquistato la maggior parte della Grecia, Serse intendeva distruggere quanto prima la flotta alleata in modo da indurre le città che ancora resistevano alla resa; viceversa, Temistocle si proponeva, sconfiggendo la flotta persiana, di impedire ogni ulteriore progresso del nemico.
A tale scopo, ordinò alla flotta di restare al largo della costa di Salamina, nonostante l'arrivo dei Persiani, per attirarli in battaglia. Il piano riuscì: le due flotte si scontrarono negli angusti spazi tra Salamina e l'Attica ove le navi persiane, assai più pesanti e numerose, non erano in grado di manovrare agevolmente e divennero preda di quelle greche.
I Greci poterono quindi affondare o catturare oltre 200 navi, perdendone appena 40, e garantendo quindi la sicurezza del Peloponneso.
Secondo Erodoto, dopo la battaglia, Serse tentò la costruzione di una strada rialzata per attaccare da terra l'isola di Salamina ma il progetto fu presto abbandonato. Inoltre, conscio dell'inferiorità navale, Serse temeva che gli alleati potessero salpare per l'Ellesponto, tagliare il ponte di barche e quindi isolarlo, pertanto ordinò a Mardonio di restare con una parte dell'esercito mentre egli si ritirava in Asia.
Durante l'inverno Mardonio si ritirò a svernare in Beozia ed in Tessaglia e gli Ateniesi poterono tornare alla loro città bruciata.

### Giugno 479 a.C.: Platea e Micale
Durante l'inverno nacquero delle tensioni tra le varie poleis greche: gli Ateniesi, in particolare, non protetti dalla muraglia dell'Istmo ma la cui flotta era stata fondamentale, ritennero di essere stati trattati ingiustamente e si rifiutarono di aderire alla marina degli alleati in primavera.
Mardonio, nel frattempo, decise di rimanere in Tessaglia, conscio che attaccare l'Istmo sarebbe stato inutile; dal canto loro, gli alleati decisero di non inviare alcun esercito al di fuori del Peloponneso.
In seguito Mardonio cercò di rompere la situazione di stallo offrendo la pace agli Ateniesi con l'intermediazione di Alessandro I di Macedonia, ma gli Ateniesi, facendo in modo che fosse presente una delegazione spartana, rifiutarono l'offerta: Mardonio, quindi, si mosse verso sud e gli Ateniesi evacuarono nuovamente la città.
Mardonio ripeté l'offerta ai profughi ateniesi a Salamina, ma Atene, di concerto con Megara e Platea, inviò una delegazione a Sparta, minacciando di accettare i termini persiani se non avessero ricevuto aiuto; in risposta, Sparta radunò insieme alle altre città del Peloponneso un forte esercito per affrontare direttamente i Persiani.
Non appena Mardonio apprese che l'esercito alleato era in marcia, si ritirò in Beozia nei pressi di Platea cercando di attirare i Greci su un terreno aperto, ove avrebbe potuto usare la cavalleria.
L'esercito greco, al comando del generale spartano Pausania, reggente per conto del re Plistarco, occupò le alture presso Platea per essere meno esposto alla cavalleria nemica.
Dopo alcuni giorni di stallo, Pausania ordinò una ritirata notturna verso le posizioni iniziali, ma la manovra non riuscì e lasciò gli Ateniesi, i Tegeati e gli Spartani isolati sulle colline mentre gli altri contingenti si trovavano più distanti.
Mardonio decise di cogliere l'occasione ed attaccò, ma la fanteria persiana, armata alla leggera, non poté competere nel combattimento corpo a corpo con la fanteria oplitica riunita in falange; nel colmo della battaglia, gli Spartani ruppero le linee tenute dalla guardia del corpo di Mardonio e riuscirono ad ucciderlo.
Morto Mardonio, l'esercito persiano sbandò: solo quarantamila soldati riuscirono a fuggire attraverso la strada della Tessaglia, guidati dal luogotenente Artabazo; gli altri, che si erano rifugiati all'accampamento, furono tutti uccisi o catturati dai Greci vittoriosi.
Dopo la battaglia, la città di Tebe, che accettò come la maggior parte delle città della lega beotica la sottomissione ai Persiani, venne punita. Molti dei filopersiani vennero giustiziati all'Istmo mentre il capo di essi, Attagino, riuscì a fuggire.
Lo stesso giorno della Battaglia di Platea, almeno secondo Erodoto, una flotta greca, guidata dal re spartano Leotichida, attaccò e sconfisse i resti della flotta persiana nella Battaglia di Micale, segnando l'ascesa della preponderanza navale greca sul Mediterraneo orientale.
In merito alla battaglia di Micale, va considerato che gran parte degli storici odierni mette in dubbio la datazione di Erodoto e ritiene che si possa essere verificata solo una volta ricevuta la notizia degli eventi in corso in Grecia (come peraltro lo stesso Erodoto fa intendere laddove afferma che i Greci attaccarono spinti dal presagio della vittoria di Platea).

## Riscossa greca (479-478)

### Ionia
La battaglia di Micale segnò, per molti versi l'inizio di una nuova fase nel conflitto, in cui i Greci sarebbero passati all'offensiva contro i Persiani. Infatti, se già al tempo di Micale, Samo e Mileto si erano schierati con i Greci, ben presto il resto della Ionia ne seguì l'esempio, togliendo ai Persiani le basi e l'accesso al Mare Egeo.

### Sesto

Mappa dell'Ellesponto.

Poco dopo la vittoria di Micale, la flotta alleata salpò per l'Ellesponto per abbattere i ponti di barche, ma, una volta giunta, scoprì che ciò era già stato fatto dai Persiani: i peloponnesiaci, pertanto, tornarono a casa mentre gli Ateniesi rimasero e conquistarono senza colpo ferire il Chersoneso Tracico.
Durante la loro dominazione dell'Ellesponto, i Persiani avevano pesantemente fortificato la città di Sesto e avevano ottenuto il sostegno di Oebazo di Carda che poco tempo prima aveva provveduto a smantellare il ponte di barche per evitare che i Greci se ne potessero servire.
Tuttavia il governatore persiano della piazzaforte, Artacite, non era pronto per un assedio, né aveva provveduto a rafforzare le posizioni: gli Ateniesi, quindi, poterono porre la città sotto un assedio che si trascinò per alcuni mesi, cagionando diversi malcontenti tra le truppe assedianti.
Dopo una dura resistenza, finirono le scorte di viveri e i Persiani fuggirono di notte lasciando che gli Ateniesi prendessero possesso della città il giorno seguente.
Conquistata la città, le truppe ateniesi proseguirono l'offensiva agevolati dal fatto che Oeobazo fosse stato catturato da una tribù tracia e sacrificato al dio Plistoro mentre Artacite fu catturato dagli stessi Ateniesi e da loro crocifisso su richiesta del popolo di Eleo, città che un tempo aveva fatto saccheggiare. Una volta pacificata la regione, gli Ateniesi fecero ritorno in patria portando i cavi del ponte di barche di Serse come trofei

### Cipro
Nel 478 a.C. gli alleati decisero di inviare una flotta comune composta da 50 navi, trenta Ateniesi e venti del Peloponneso, con l'appoggio di numerosi alleati e sotto il comando di Pausania: secondo Tucidide, la flotta navigò fino a Cipro e sottomise la maggior parte dell'isola.
Il testo di Tucidide, tuttavia, non è chiaro: Sealey suggerisce che gli alleati non fecero altro che un'incursione per raccogliere quanto più bottino possibile dalle guarnigioni persiane e, comunque, non vi è alcuna indicazione che gli alleati cercarono di prendere stabilmente possesso dell'isola come dimostrano le successive spedizioni su Cipro.

### Bisanzio
In seguito, la flotta greca navigò verso Bisanzio che fu assediata e infine conquistata e, grazie al controllo di Sesto e Bisanzio, Atene poté accedere al commercio mercantile del Mar Nero.
Tuttavia le conseguenze dell'assedio si sarebbero rilevate problematiche per Pausania, ma ciò non è chiaro anche poiché Tucidide fornisce assai pochi dettagli: infatti, Pausania, con la sua arroganza e i suoi arbitri (Tucidide usa il termine "violenza") riuscì ad allontanare molti dei contingenti alleati.
Pertanto gli Ioni e gli altri alleati chiesero agli Ateniesi di assumere il comando della spedizione ed essi acconsentirono mentre gli Spartani decisero di mettere sotto processo lo stesso Pausania per tradimento; sebbene fosse assolto, la sua reputazione fu macchiata né fu ripristinato al comando.
In ogni caso, nel 477 a.C. Pausania fece ritorno come comune cittadino a Bisanzio, dove prese il comando della città finché non fu espulso dagli Ateniesi; attraversato il Bosforo, si stabilì a Colone nella Troade. Gli Spartani tentarono di mantenere il comando ed inviarono Dorcide con una piccola forza per sostituire Pausania, ma gli alleati si opposero e lo indussero a tornare indietro.
Quanto a Pausania, infine, fu raggiunto a Colone da una nuova accusa di collaborazionismo e fu nuovamente richiamato a Sparta ove morì. 
La cronologia degli eventi non è chiara ma è possibile che Pausania sia rimasto in possesso di Bisanzio fino al 470 a.C..

## Guerre della lega delio-attica (478-449)

### Lega di Delo

L'impero ateniese nel 431 a.C.

Ben presto, tuttavia, l'alleanza tra le città greche entrò in crisi poiché Sparta, dopo le vittorie di Sesto (479) e Bisanzio (478) ed in Tracia, decise di ritirarsi dal conflitto, ritenendo che fosse impossibile garantire la sicurezza a lungo termine delle città della Ionia.
Infatti, già dopo Micale, il re spartano Leotichida aveva proposto come soluzione il trasferimento di tutti i Greci dall'Asia minore in Europa venendo, tuttavia, profondamente contrastato da Santippo, l'ammiraglio al comando della squadra ateniese: dal momento che molte delle città ioniche erano colonie ateniesi, Atene, si sarebbe assunta l'onore e l'onere di difenderle.
Poi, con il ritiro spartano dopo i fatti di Bisanzio, la leadership degli Ateniesi divenne esplicita e fu convocato un congresso delle città ioniche sull'isola sacra di Delo ove fu sancita una nuova alleanza che avrebbe continuato la lotta contro i Persiani e che, dal nome dell'isola, fu chiamata Lega di Delo: ogni città membro avrebbe fornito forze armate o pagato una tassa alla cassa comune e la maggior parte degli Stati optò per la tassa, Atene, invece, scelse di fornire la flotta.
Secondo Tucidide, lo scopo della Lega era quello di vendicare i torti subiti devastando il territorio del re ma in realtà tale obiettivo può essere suddiviso in tre direzioni: preparare una futura invasione del territorio persiano, cercare vendetta e dividere il bottino di guerra oltre alle spese.

### Campagne contro la Persia

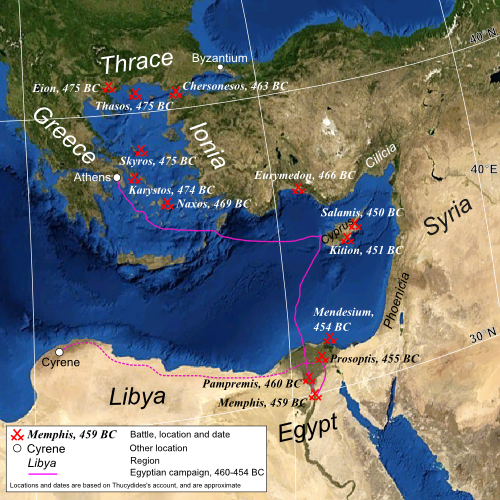
Battaglie combattute dalla Lega di Delo tra il 477 ed il 449 a.C.

Per tutto il 470 a.C., la Lega di Delo, sotto il comando del politico ateniese Cimone, concentrò i propri sforzi in Tracia e nell'Egeo allo scopo di rimuovere le restanti guarnigioni persiane.
In seguito, Cimone iniziò una campagna in Asia Minore allo scopo di rafforzare le posizioni greche al di là del Mare Egeo che si concluse con la Battaglia dell'Eurimedonte in Panfilia: in tale scontro gli Ateniesi e la flotta alleata non solo riuscirono a sconfiggere la flotta persiana all'ancora ma poterono sbarcare e sbaragliare l'esercito di terra del Gran re.
Verso la fine del 460 a.C., gli Ateniesi passarono decisamente all'offensiva prendendo la decisione di sostenere una rivolta indipendentista nella satrapia dell'Egitto, fondamentale per la ricca produzione cerealicola.
Tuttavia, sebbene il corpo di spedizione greco fosse riuscito a conseguire successi iniziali, fallì nel suo tentativo di conquistare Menfi ove si era asserragliata una forte guarnigione persiana che, assediata, resistette per oltre tre anni.
Fallito l'assedio, le truppe alleate dovettero subire il contrattacco persiano, guidato da Megabizo, e furono a loro volta assediati per oltre diciotto mesi sull'isola di Prosopitide sul Nilo.finché furono annientati allorché Megabizo riuscì a drenare il fiume ed occupare la piazzaforte ateniese
Il disastro, unito a un conflitto in corso in Grecia, dissuasero gli Ateniesi dal riprendere il conflitto contro la Persia. Tuttavia, non appena fu concordata una tregua in Grecia, nel 451 a.C., gli Ateniesi e gli alleati inviarono Cimone a Cipro ove morì, intento nell'assedio di Kition.
Con la morte del comandante, gli Ateniesi decisero di ritirarsi; i Persiani tentarono di approfittare delle manovre avversarie per contrattaccare e subirono una seconda disfatta nella Battaglia di Salamina in Cipro ove il loro contingente terrestre e navale fu annichilito.
La battaglia di Salamina in Cipro segnò, infine, la fine delle ostilità tra la Lega di Delo e la Persia e, quindi, anche la fine delle Guerre persiane.

## Pace

### Controversie storiche
Dopo la battaglia di Salamina in Cipro, Tucidide non fa più menzione di conflitto con i Persiani, affermando che i Greci fossero semplicemente tornati a casa.
Diodoro, invece, sostiene che, dopo lunghe trattative, fu stipulato un trattato di pace con i Persiani, la Pace di Callia; probabilmente in questo punto Diodoro seguì la storia di Eforo di Cuma il quale, a sua volta, fu influenzato dal suo maestro, Isocrate, il primo da cui si trae menzione del trattato in un suo scritto del 380 a.C..
Va notato, tuttavia, che altri autori del tempo come Calistene e Teopompo rifiutano l'esistenza della Pace di Callia la cui veridicità storica è tuttora oggetto di controversia.
Alcune fonti, peraltro, suggeriscono che comunque vi erano stati alcuni contatti tra le parti in precedenza.
Infatti Plutarco ricorda che, all'indomani della battaglia dell'Eurimedonte, il Gran Re Artaserse I aveva firmato un trattato con i Greci e cita testualmente Callia come l'ambasciatore ateniese coinvolto per poi ammettere che Callistene nega l'esistenza di un qualunque trattato tra Greci e Persiani.
Erodoto menziona di sfuggita che gli Ateniesi inviarono Callia a Susa a trattare con Artaserse e che tale ambasciata comprendeva anche esponenti argivi da cui si può trarre una datazione approssimativa al 461 a.C. (l'alleanza tra Atene e Argo fu stipulata, infatti in quell'anno).
Alcuni, inoltre, fanno notare che l'ambasciata del 461 a.c. possa essere stato un tentativo di raggiungere un accordo il cui fallimento indusse infine gli Ateniesi a sostenere la rivolta egiziana.
In estrema sintesi, le fonti antiche quindi non sono d'accordo né sull'esistenza né tanto meno sulla datazione di un trattato di pace (o comunque di una pace non ufficiale).
Gli storici moderni sono altrettanto divisi; ad esempio Fine accetta la Pace di Callia mentre Sealey lo respinge nettamente.
Holland assume una posizione più sfumata ammettendo un qualche tipo di tregua tra Atene e Persia senza alcun trattato definitivo autonomo; Fine sostiene che il rifiuto di Callistene comunque non implica che non vi sia stato un altro trattato e aggiunge che Teopompo si fosse riferito ad un secondo negoziato con la Persia datato al 423 a.C..
Se anche tali punti di vista sono corretti come l'improvviso ritiro da Cipro sembra suggerire, resta da chiarire l'omissione di Tucidide: infatti, nel suo excursus sulla pentekontaetia, lo storico greco si era proposto di spiegare i motivi della ascesa ateniese di cui un tale trattato e la mancata cessazione degli obblighi degli alleati sono un passaggio assai rilevante.Peraltro, alcuni suggeriscono che ulteriori passaggi di Tucidide possono essere meglio interpretati se i si riferisse ad un accordo di pace preesistente la cui esistenza, in conclusione, è estremamente dubbia.

### Termini del trattato
Quanto ai termini dell'accordo, ammesso e non concesso che il trattato sia stato effettivamente stipulato, esse sono riportate in questo modo dagli autori classici:
- Tutte le città greche dell'Asia dovevano essere autonome o vivere secondo le proprie leggi (a seconda della traduzione).
- I satrapi persiani (e presumibilmente i loro eserciti) non potevano essere acquartierati ad ovest del fiume Halys ( Isocrate) o più vicini di una giornata di cammino a cavallo dal Mar Egeo (Callistene) o più vicini di tre giornate di cammino a piedi dal Mar Egeo ( Eforo e Diodoro).
- Nessuna nave da guerra persiana avrebbe potuto navigare a ovest di Faselide (sulla costa meridionale dell'Asia Minore), né ad ovest delle rocce Cianee (probabilmente nei pressi del Bosforo, sulla costa nord).
- Se tali termini fossero stati osservati dal re e dai suoi generali, gli Ateniesi non avrebbero potuto inviare truppe in terre governate dalla Persia.

### I Persiani
I sovrani persiani non rinunciarono mai alle loro mire sulla Grecia e si occuparono sempre di seminare discordia fra le varie polis (divide et impera) finanziandone ora l'una ora l'altra, o addirittura le fazioni politiche all'interno di una stessa città.

### Atene e Sparta
Sparta ed Atene divennero così i poli intorno ai quali si organizzò la vita politica greca: intorno alla prima si aggregarono i regimi oligarchici, intorno all'altra i regimi democratici. In generale la guerra aveva cambiato gli equilibri interni delle polis: da una parte i proprietari terrieri (filo-Spartani), dall'altra i mercanti e gli artigiani legati al commercio marittimo (filo-Ateniesi).
Dopo circa un cinquantennio dalle guerre persiane, denominato dalla storiografia moderna come Pentecontaetia, nel 431 a.C. scoppierà la guerra del Peloponneso per la supremazia tra le due città.